# Phrygische Mütze

Phrygische Mütze

Eine phrygische Mütze [ˈfryːgɪʃə], seltener auch skythische Mütze [ˈskyːtɪʃə] genannt, wurde ursprünglich von den antiken Phrygern getragen. Sie bestand aus Wolle oder Leder und besaß einen längeren runden Zipfel, der meist nach vorn geschlagen wurde beziehungsweise in Richtung Stirn fiel. Sie konnte auch mit seitlich herabfallenden Bändern unter dem Kinn festgebunden werden. Der Nackenteil bedeckte zuweilen die Schläfen und reichte manchmal bis auf die Schultern.
Die phrygische Mütze war ursprünglich ein gegerbter Stier-Hodensack samt der umliegenden Fellpartie.
Nach der Vorstellung der Griechen sollte ein solches Kleidungsstück die besonderen Fähigkeiten des Tieres auf seinen Träger übertragen.
Ähnliche Zipfelmützen sind heute durch Gartenzwerge, den Weihnachtsmann – beide in roter Farbe – und Comic- bzw. Zeichentrickfiguren wie die Schlümpfe oder die Mainzelmännchen bekannt.

## Antike
Die phrygische Mütze wurde ursprünglich von den Phrygern und anderen indogermanischen anatolischen Völkern getragen. Anscheinend entwickelte sie sich parallel zum phrygischen Helm aus dem „homerischen Lederhelm“. Schon in den homerischen Epen wird eine mützenartige Kopfbedeckung namens kataityx erwähnt, die wahrscheinlich aus derselben Fellpartie des Stiers, rund um den Hodensack, hergestellt wurde wie der Helm, aber nicht hart getrocknet, sondern weich gegerbt wurde. Später wurde sie als Tiara charakteristisch für die Iranier und Thraker.
Der persische Gott Mitra wird stets mit einer phrygischen Mütze abgebildet, ebenso der möglicherweise mit ihm gleichzusetzende, im römischen Reich verehrte Mithras und der phrygische Attis. Weitere orientalische Gottheiten, die oft mit ihr dargestellt werden, sind der Fruchtbarkeitsgott Sabazios, die phrygische Mondgottheit Men und der besonders bei römischen Soldaten beliebte Iupiter Dolichenus. Weitere mythologische Gestalten, die oft eine phrygische Mütze tragen, sind: Orpheus, Adonis, Ganymed und Paris. Einzige weibliche Gottheit mit einer phrygischen Mütze ist Bendis, die meist mit Diana gleichgesetzte thrakische Göttin der Jagd.
Gelegentlich trägt sie sogar der aus der Fremde zurückkehrende Odysseus, meist aber den runden Pilos der Seeleute. Bei weiblichen Trägerinnen der Mütze handelt es sich fast immer um Amazonen.
Den antiken Griechen galt die phrygische Mütze genau wie Hosen als typisch barbarische Kleidung, und wann immer die Griechen Perser, Skythen oder Angehörige anderer von ihnen als Barbaren betrachteter Völker auf Vasen, Wandmalereien oder Mosaiken darstellten, bildeten sie sie mit einer phrygischen Mütze ab. Hierbei herrschten besonders bei Skythen, Saken und anderen antiken Steppennomaden Formen aus Filz, Pelz oder Leder mit langen Ohren- und Nackenlaschen vor, die ähnlich wie ein Schal auch um Kinn und Hals geschlungen werden konnten. Diese Formen sind in den eurasischen Steppen und im Kaukasus noch bis in die Gegenwart unter dem Namen Baschlik bekannt. Der Beutel konnte rundlich prall (ausgestopft) und aufgerichtet sein oder zungenartig flach liegen. Die Spitze war bevorzugt nach vorne geschlagen, aber durchaus nicht immer. Zuweilen (besonders bei persischen Satrapen, aber auch bei Amazonen) wurde die Mütze mit einem Stirnband oder Stirnreif umwunden. Gelegentlich weisen offenbar steifere, der Tiara oder dem „homerischen Lederhelm“ ähnlichere Formen eine hahnenkammartige Verzierung auf. Später wurden in den Darstellungen einfachere Formen ohne Laschen häufiger, die die Ohren unbedeckt ließen. Die natürliche Farbe des gegerbten Leders war braun, aber auf etlichen Vasenbildern und Wandmalereien sind wohl gefärbte Mützen in rötlichen Tönen zu sehen. Zuweilen sind die Mützen mit Punkten, Spiralen oder Blütenmustern verziert. Das Material der Mützen (Leder, Filz, Stoff) ist auf den Abbildungen meist nicht zu identifizieren, ebenso wenig wie die Natur der Verzierungen (gemalt, gestickt, eingebrannt).
Die (von den Athenern lange Zeit als Barbaren angesehenen) Makedonier übernahmen die phrygische Mütze und auch den ähnlich geformten phrygischen Helm von den Thrakern.
Der Pileus, eine auf dem Scheitel getragene Kappe aus Filz, stammte ursprünglich wohl aus Kleinasien, kam danach aber sowohl in der griechischen als auch in der römischen Kultur vor. Bekannte Gestalten der griechischen Mythologie, die den Pileus trugen, waren Odysseus, unter den Göttern Hephaistos, Charon und die Dioskuren. Im Altertum wurde der Pileus hauptsächlich von Seeleuten, Fischern und Handarbeitern getragen. Er wurde vor allem bekannt, weil freigelassene Sklaven im alten Rom diese Kopfbedeckung nach ihrer Freilassung aufsetzen durften (Freiheitsmütze).
Auch die so genannten Heiligen Drei Könige (biblisch Magier aus dem Morgenland) wurden in frühen Abbildungen mit der phrygischen Mütze (mit Stirnband und Nackenlasche, aber ohne Ohrenlaschen) dargestellt, ein Hinweis darauf, dass sie möglicherweise aus Persien stammten. Die Geburtskirche in Bethlehem soll nach der Eroberung durch die Perser 615 nur deshalb nicht zerstört worden sein, weil sie auf den dortigen Mosaiken ihre Landsleute erkannten.

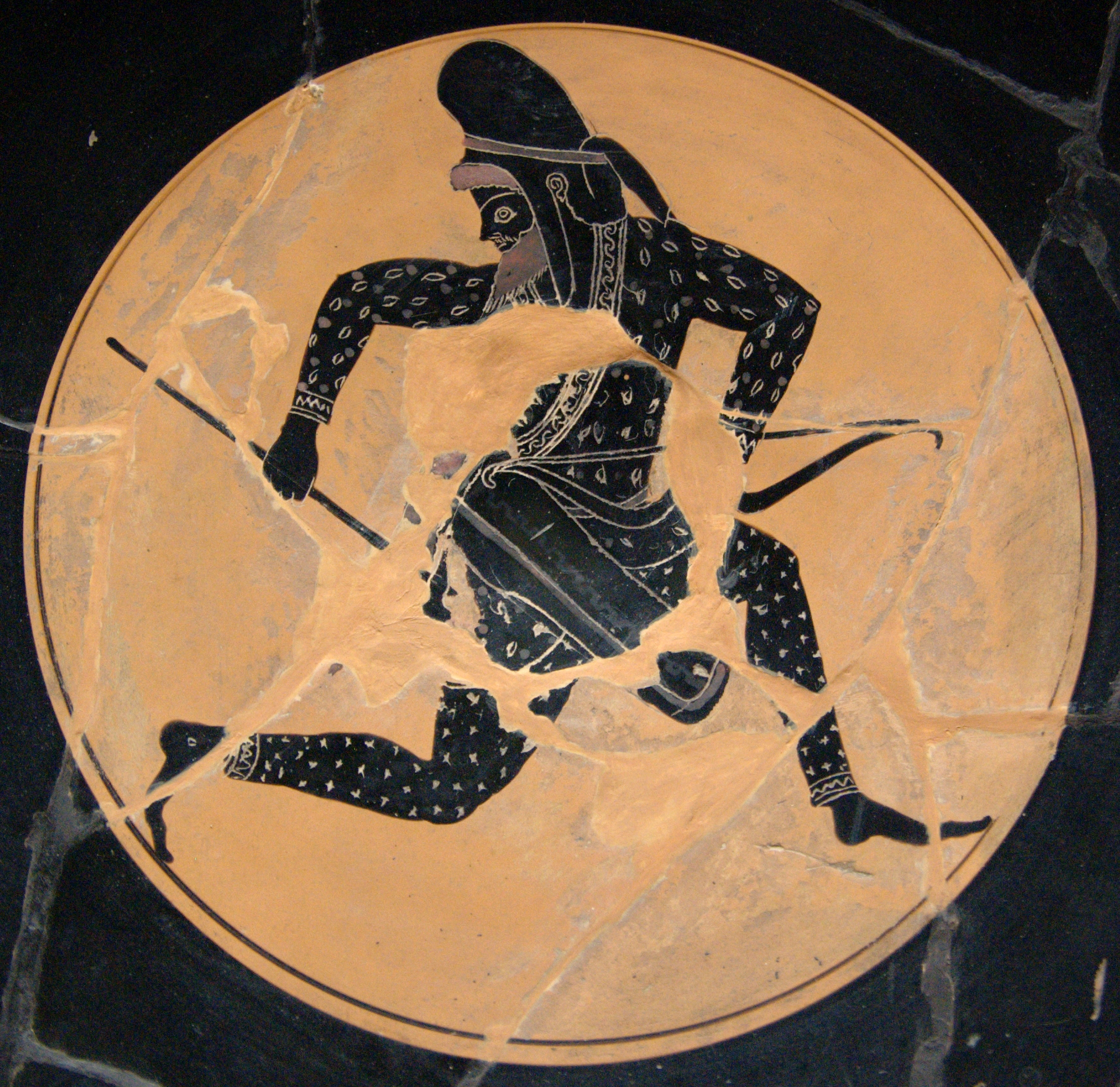
Skythischer Bogenschütze auf einer schwarzfigurigen, attischen Kylix, ca. 530 bis 520 v. C. Die Nackenlasche seiner Mütze ist hinter das Stirnband hochgesteckt.
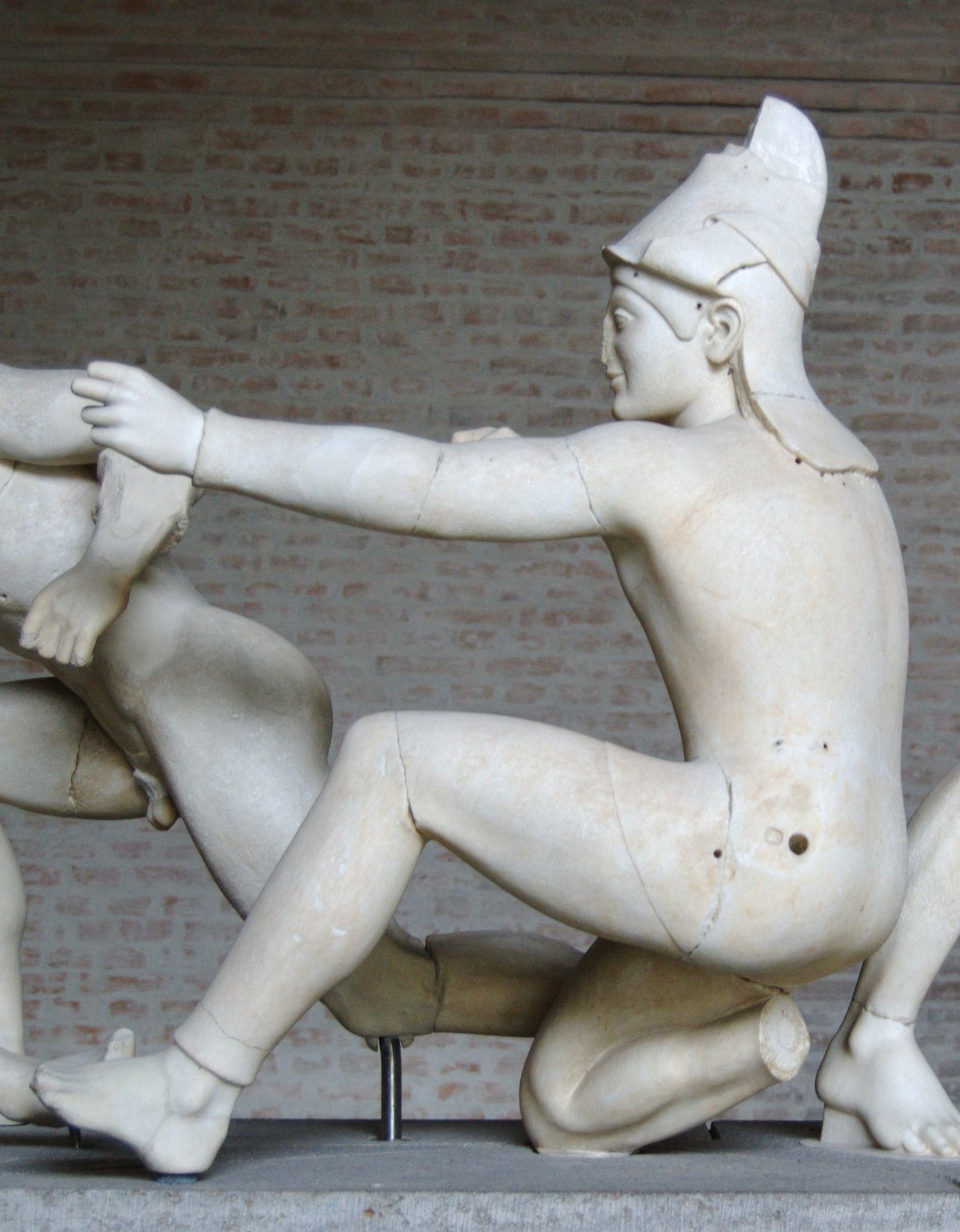
Trojanischer Bogenschütze (der sogenannte Paris), Westgiebelgruppe des Aphaiatempels, ca. 505 bis 500 v. C. Die Ohrenlaschen sind hinter dem Kopf verschlungen.
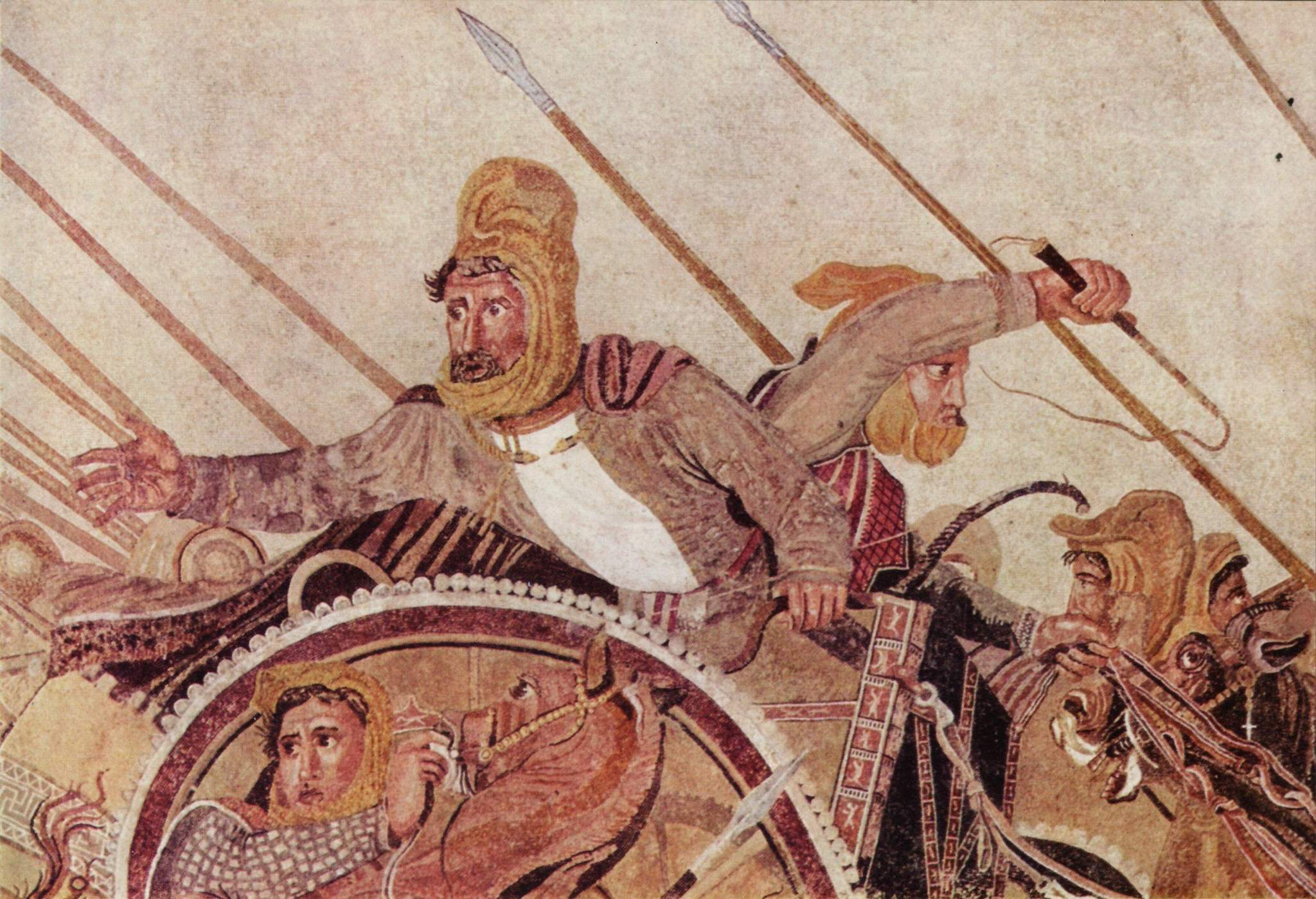
Dareios III. und die ihn umgebenden persischen Krieger tragen phrygische Mützen mit langen Seitenlaschen (bzw. Baschlik), deren weicher Beutel teils nach vorne, teils nach hinten fällt, beim König aufgerichtet steht. Alexandermosaik, Pompeji, 2. Jh. v. C.
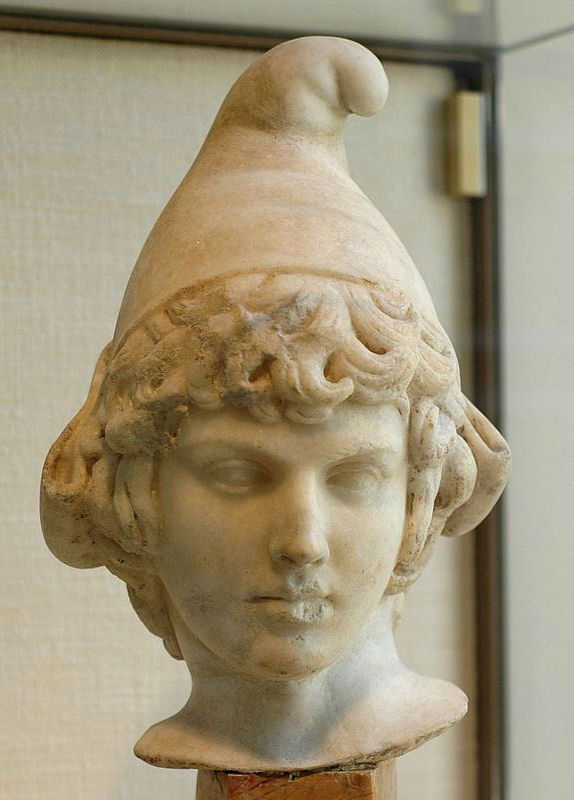
Römische Büste des Attis als Kind mit phrygischer Mütze, 2. Jh.
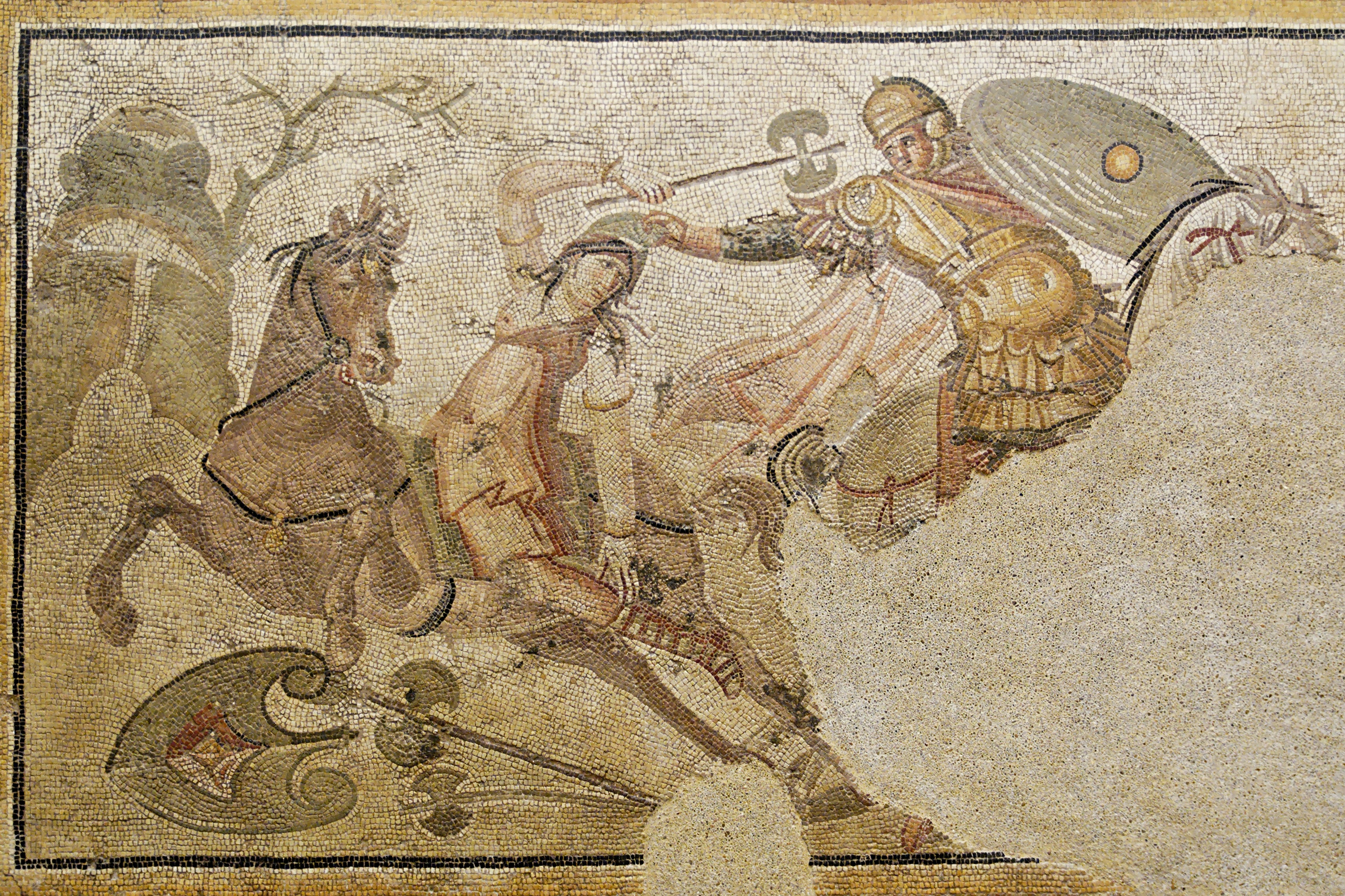
Ein griechischer Krieger ergreift im Kampf mit einer Amazone deren Mütze, Mosaik, Daphne (Antiochia), zweite Hälfte 4. Jh.
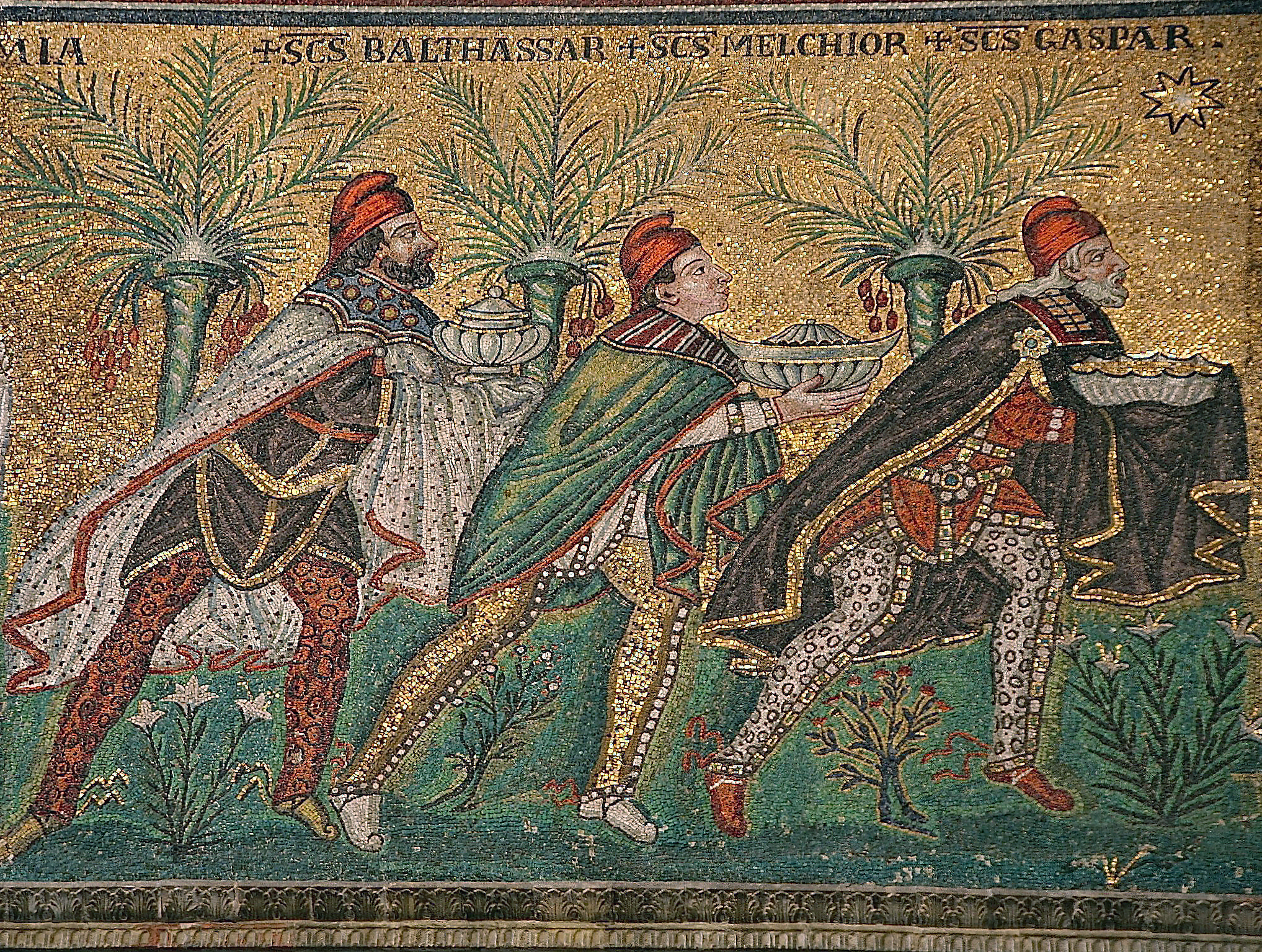
Die Weisen aus dem Morgenland mit phrygischen Mützen, Mosaik in Sant’Apollinare Nuovo, Ravenna, 6. Jh.
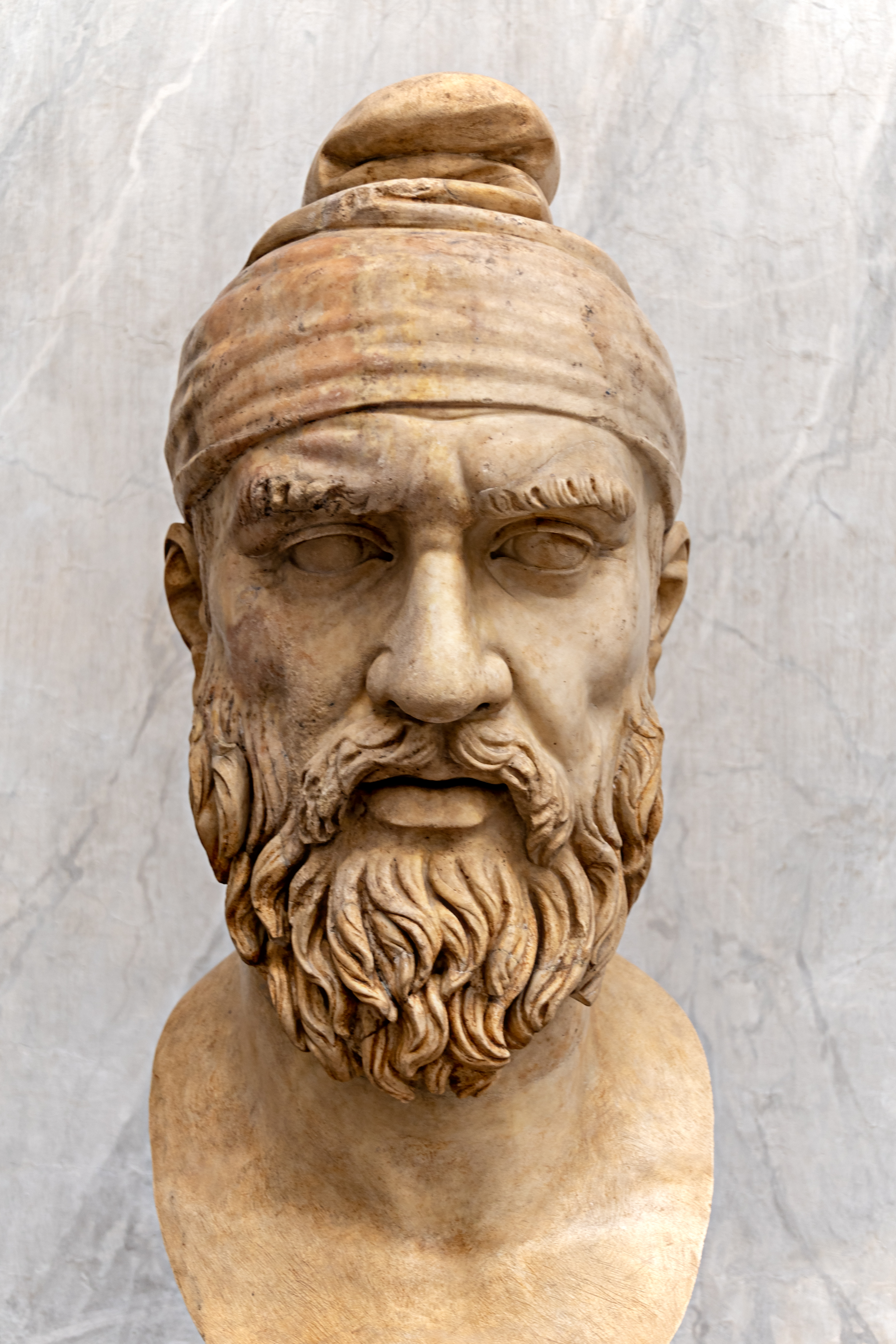
Büste eines Dakers mit phrygischer Mütze aus dem frühen 2. Jahrhundert
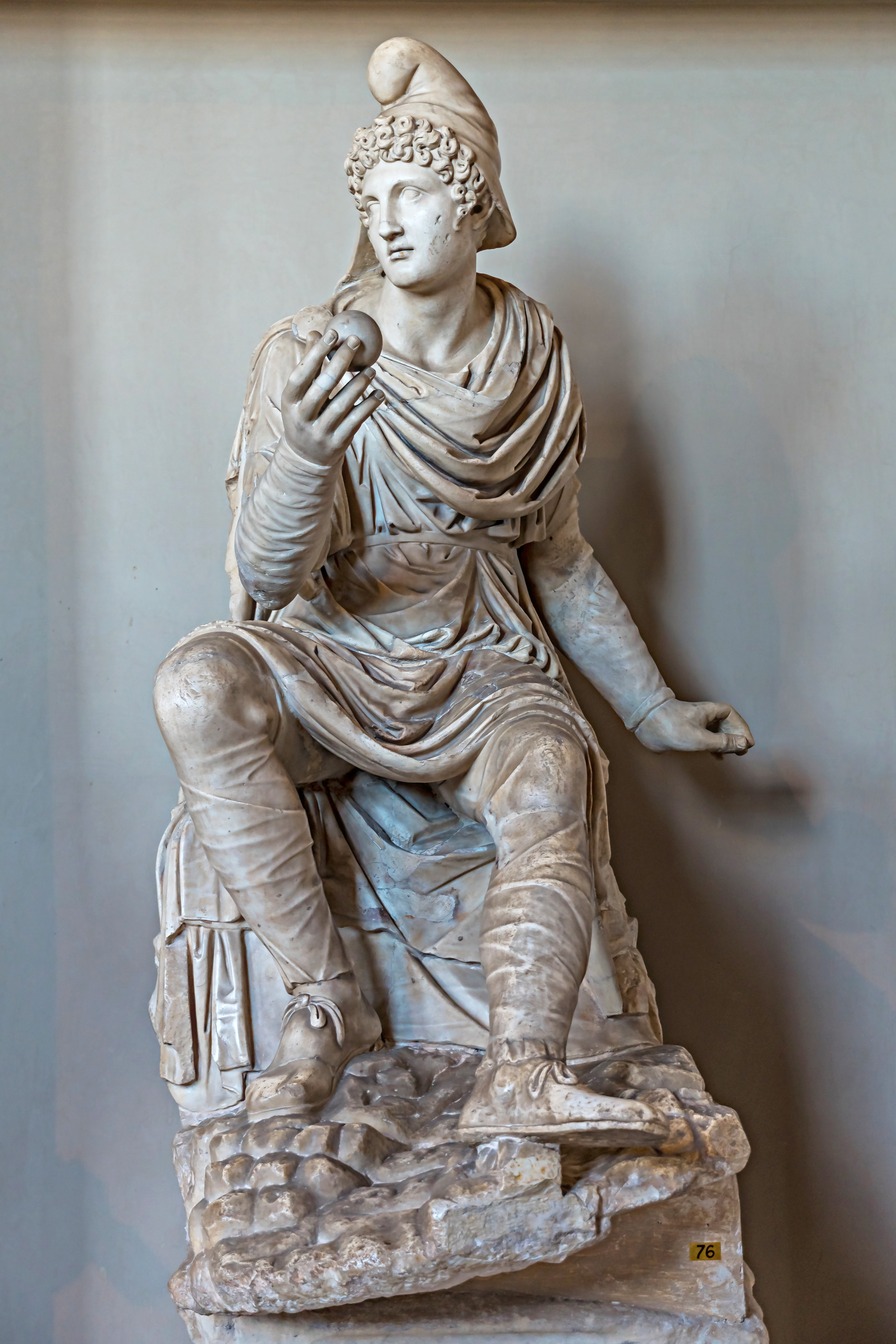
Römische Statue des Paris mit phrygischer Mütze, 2. Jh.

### Bedeutung
In der Antike war, wie auch heute noch bei vielen Naturvölkern, der Glaube verbreitet, dass die Eigenschaften von Tieren auf Menschen übergingen, wenn diese sich in deren Häute kleideten. Aus diesem Grund trug z. B. Herakles das Fell eines Löwen. Auch der Stier galt als die Verkörperung besonderer Stärke, vor allem der Zeugungskraft, und spielte eine wichtige Rolle gerade in den vorderasiatischen Kulten.
Im Kult des Mithras war die phrygische Mütze nicht nur die Kopfbedeckung des verehrten Gottes selbst, sondern auch die der in die höchsten Kultgeheimnisse eingeweihten Mysten. Nur ihnen war es erlaubt, das primordiale Stieropfer des Gottes nachzuvollziehen, das die Erneuerung des Lebens, die Wiedergeburt des Gläubigen symbolisierte. Zu diesem Kult, der besonders unter römischen Soldaten verbreitet war, waren keine Frauen zugelassen. Auch der „Legionärsgott“ Jupiter Dolichenus wurde oft in der Pose eines Imperators, auf dem Rücken eines Stieres stehend, dargestellt.
Bei den wenigen weiblichen Figuren, die mit phrygischen Mützen dargestellt wurden, ist die Kopfbedeckung mit dem Stierbeutel ebenfalls Ausdruck einer als besonders „männlich“ wahrgenommenen Macht. Bendis verfügt als Göttin ebenfalls über eigene Zeugungskraft (ähnlich wie die „vielbrüstige“ Artemis vielleicht in ein Gewand aus den Hoden der ihr geopferten Stiere gekleidet ist). Die Amazonen sind von Männern unabhängig und ihnen im Krieg ebenbürtig.

## Mittelalter

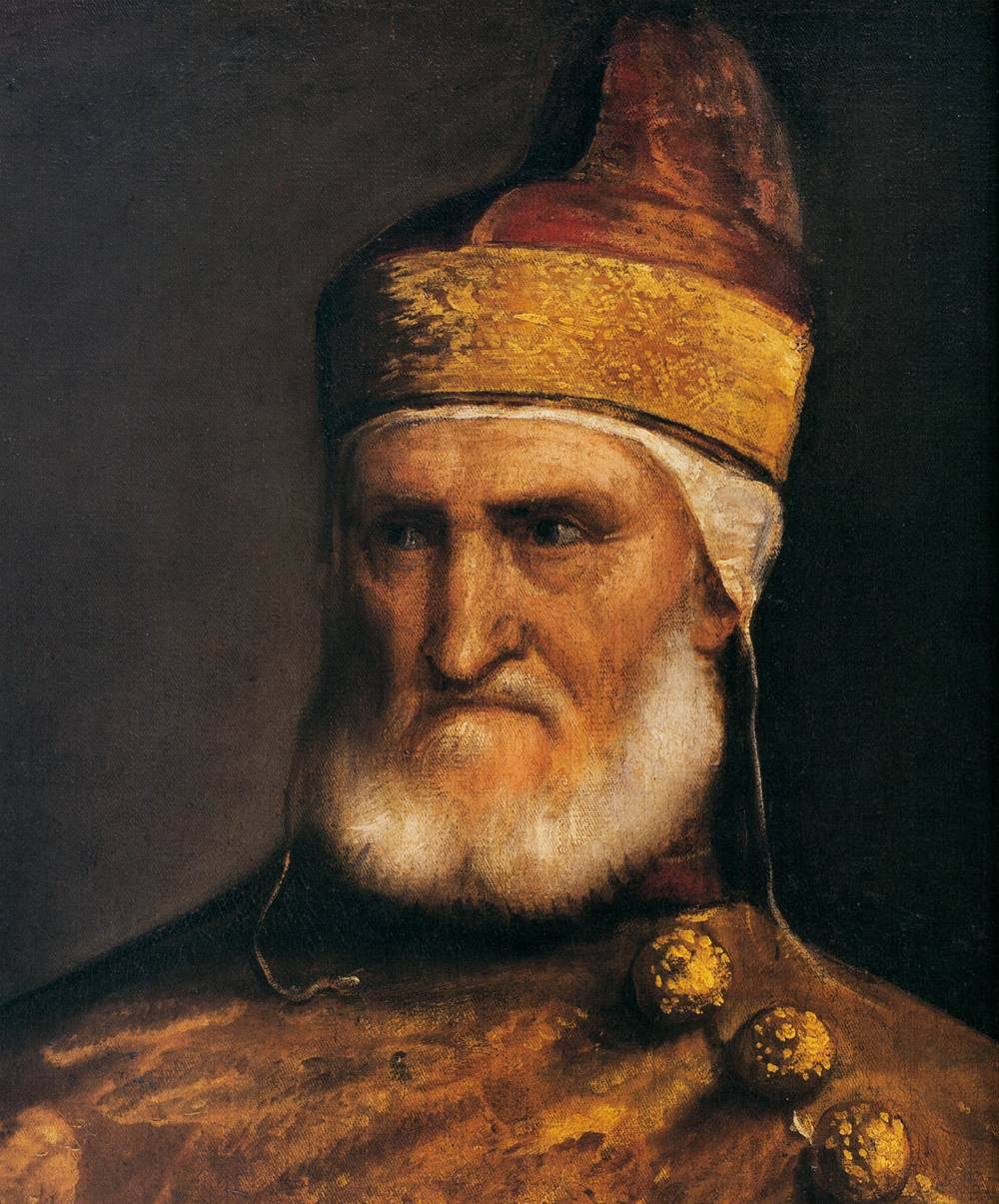
Porträt des Dogen Andrea Gritti mit Corno Ducale, von Tizian, um 1545.

In angelsächsischen Schriften des 10. und 11. Jahrhunderts finden sich Abbildungen, die anscheinend Krieger mit phrygischen Mützen oder Helmen darstellen. Jedoch gibt es für deren tatsächlichen Gebrauch im frühmittelalterlichen Westeuropa keine weiteren Hinweise. Stattdessen erscheint es möglich, dass es sich bei den Abbildungen um missverstandene Kopien oder antikisierende Rückgriffe auf byzantinische und römische Quellen handelt.
Im Mittelalter findet sie sich aber gelegentlich noch bei der Darstellung von Personen des Alten Testaments, wie den Propheten. Des Weiteren fand sie Eingang in den Corno Ducale, die Kopfbedeckung der Dogen von Venedig, und wurde Bestandteil der Tracht der neapolitanischen Seeleute.

## Neuzeit

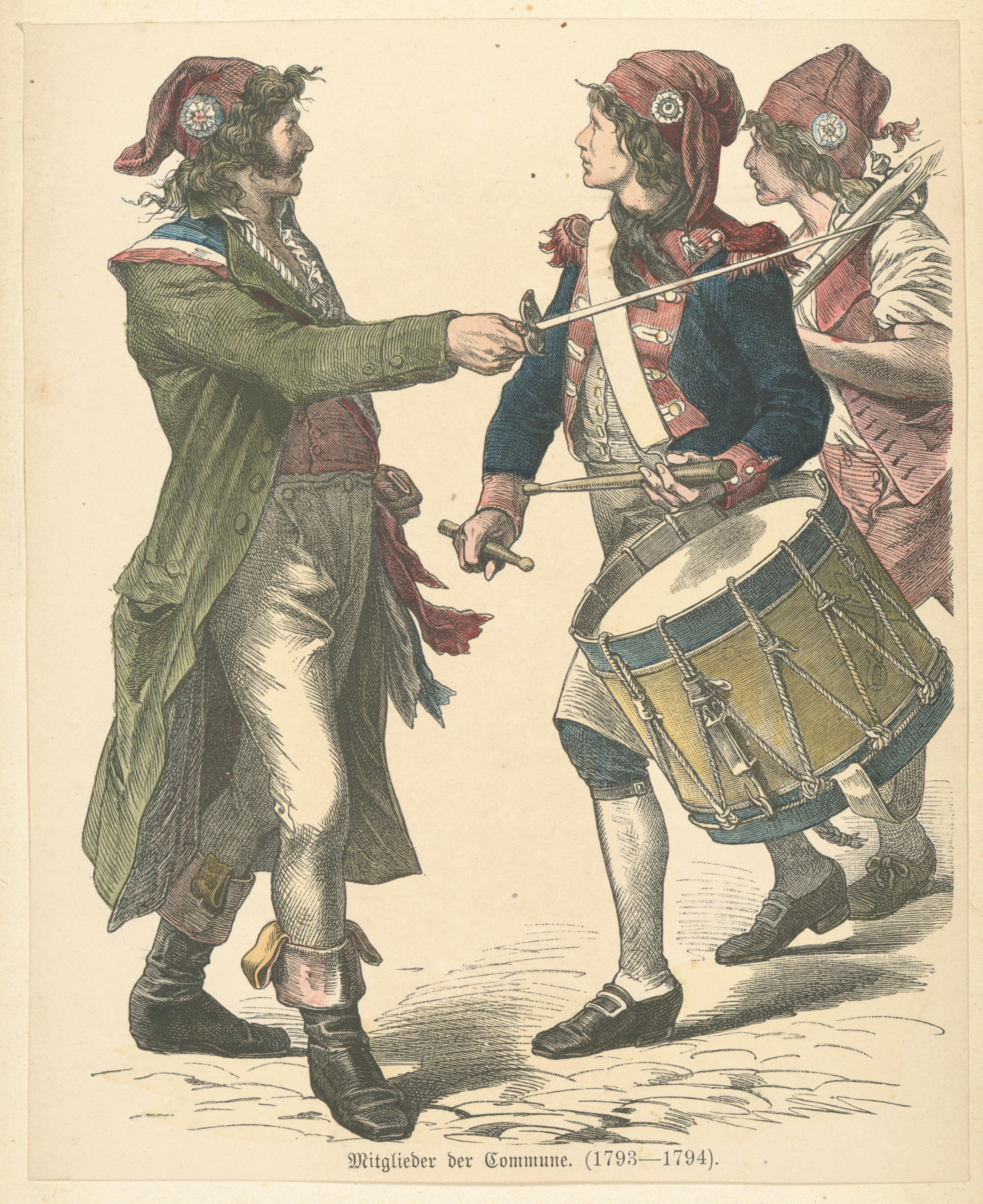
Männer mit Jakobinermützen

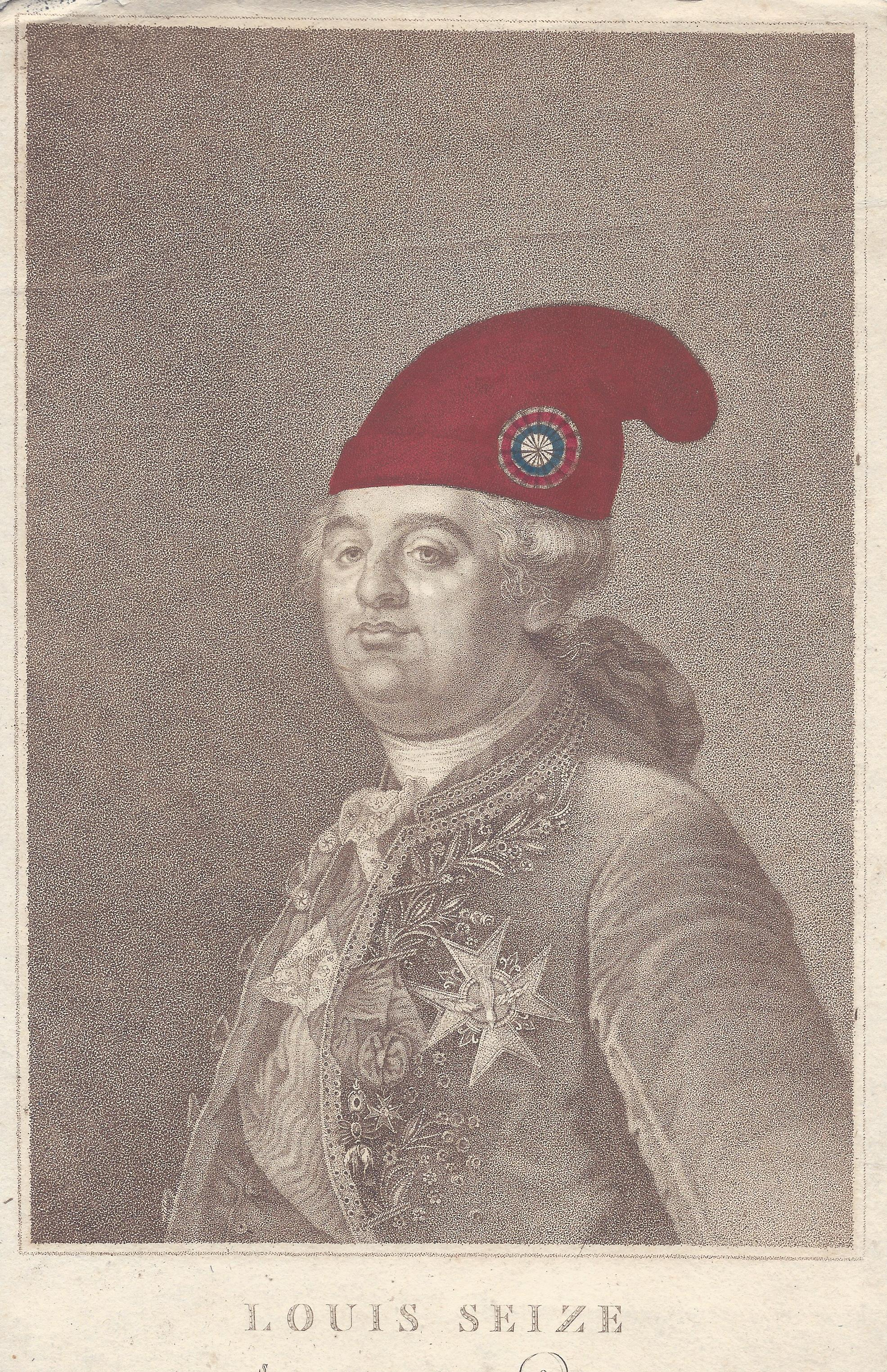
Ludwig XVI. mit zugefügter Jakobinermütze, Farbkupferstich 1792

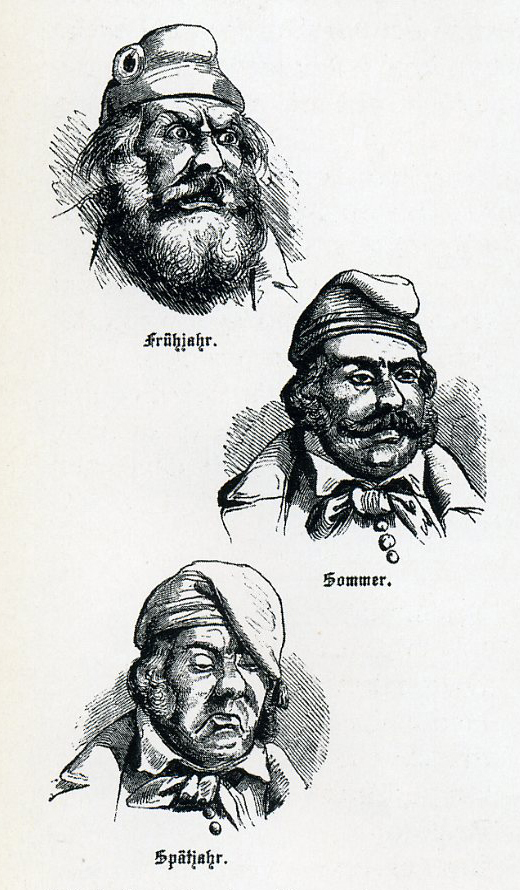
„Michel und seine Kappe im Jahre 48“ – historische Karikatur zur passiven Haltung des deutschen Bürgertums, das in seiner Mehrheit nach den Märzereignissen von der Revolution abrückte – im Satireblatt Eulenspiegel.

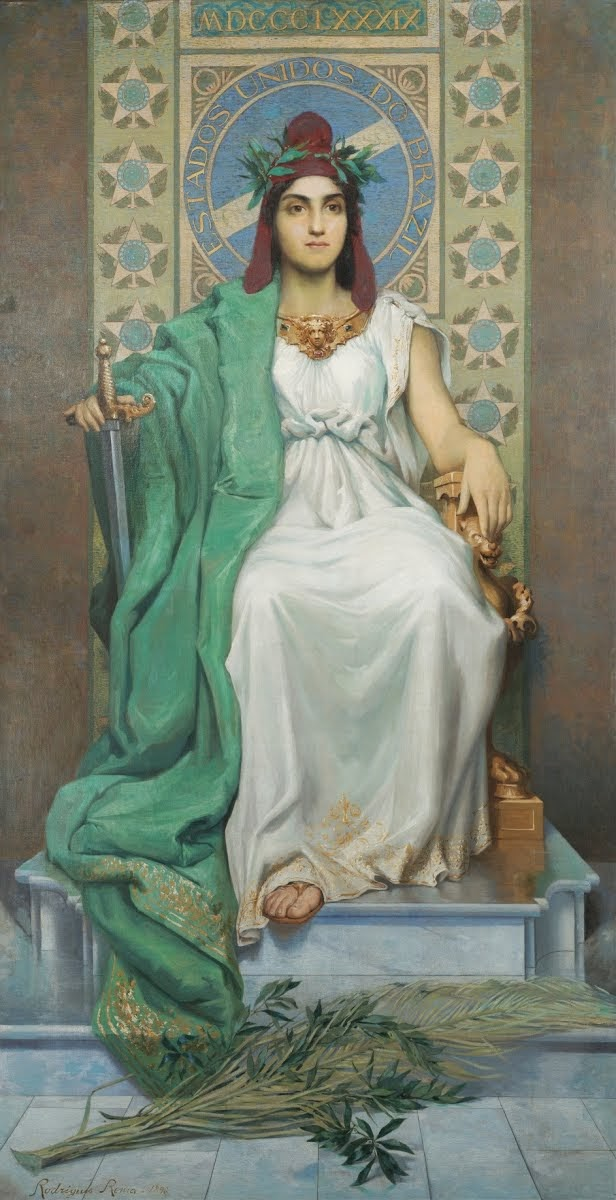
Efígie da República (Bildnis der Republik), Personifikation von Brasilien, trägt eine phrygische Mütze.

### Die kanadische Tuque
Die französischen Trapper benutzten oft eine asymmetrische rotfarbene Kopfbedeckung, die von der phrygischen Mütze inspiriert gewesen sein dürfte. Im 19. Jahrhundert wurde diese dann sogar zum Symbol für die französischsprachige Minderheit in Kanada.

### Jakobinermütze

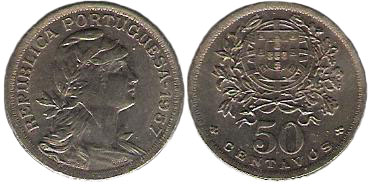
Die Efígie da República mit phrygischer Mütze, die personifizierte Republik auf einer portugiesischen 50-Centavos-Münze.

Während der Französischen Revolution wurde die phrygische Mütze (französisch bonnet rouge) von den Jakobinern als Ausdruck ihres politischen Bekenntnisses getragen. Sie glaubten irrigerweise, die phrygische Mütze sei in der Antike von freigelassenen Sklaven getragen worden – tatsächlich trugen diese einen Pileus. Daher wurde sie als so genannte Freiheitsmütze in der politischen Ikonografie Frankreichs und ganz Europas zum Symbol demokratischer und republikanischer Gesinnung, bei den Gegnern der Revolution aber auch zum Kennzeichen der jakobinischen Schreckensherrschaft. Häufig wird auch die französische Symbolfigur Marianne mit einer Jakobinermütze dargestellt.
Republikanische Darstellungen des deutschen Michel aus der Revolution von 1848/49 zeigen diesen oft mit einer Schlafmütze, die auch als Persiflage der Jakobinermütze gedacht war: Anders als sein französischer Nachbar „verschläft“ der deutsche Michel die Möglichkeit einer bürgerlichen Revolution im eigenen Land.
Das Maskottchen Phryge der Olympischen Spiele 2024 in Paris hat die Form einer Jakobinermütze.

### Verwendung als Freiheits- und Unabhängigkeitssymbol
Der Siegeszug der Jakobinermütze als Freiheitssymbol zeigt sich auch in ihrer Verwendung in vielen Wappen amerikanischer Staaten, von denen viele im Gefolge der Französischen Revolution und der Zeit Napoleons ihre Unabhängigkeit erhielten.
Sie taucht als ein wichtiges Symbol in den Wappen Argentiniens, Boliviens, Kolumbiens, Kubas, Nicaraguas und im Wappen des US-amerikanischen Bundesstaates West Virginia auf. Die phrygische Mütze ist außerdem in den Flaggen El Salvadors, Haitis, Nicaraguas und auf der Rückseite der Flagge Paraguays dargestellt. Sie ist Bestandteil der Flaggen der US-amerikanischen Bundesstaaten New York und New Jersey sowie der Flagge und dem Wappen des brasilianischen Bundesstaates Santa Catarina. Außerdem wurde die phrygische Mütze im ehemaligen Wappen der Dominikanischen Republik (1844–1865) und in der ehemaligen Flagge Argentiniens (1836 bis etwa 1849) verwendet. Noch heute taucht sie in den Wappen und Flaggen mehrerer argentinischer Provinzen auf: auf den Flaggen Corrientes’, Jujuys, Mendozas, San Juans und den Wappen Buenos Aires’, Catamarcas, Corrientes’, Tucumáns, Jujuys
 und Mendozas.

Flagge Haitis
Flagge Nicaraguas
Rückseite der paraguayischen Flagge mit dem Siegel des Finanzministeriums
Wappen Kolumbiens
Wappen Kubas
Flagge Argentiniens um 1840
Siegel des US-Senats
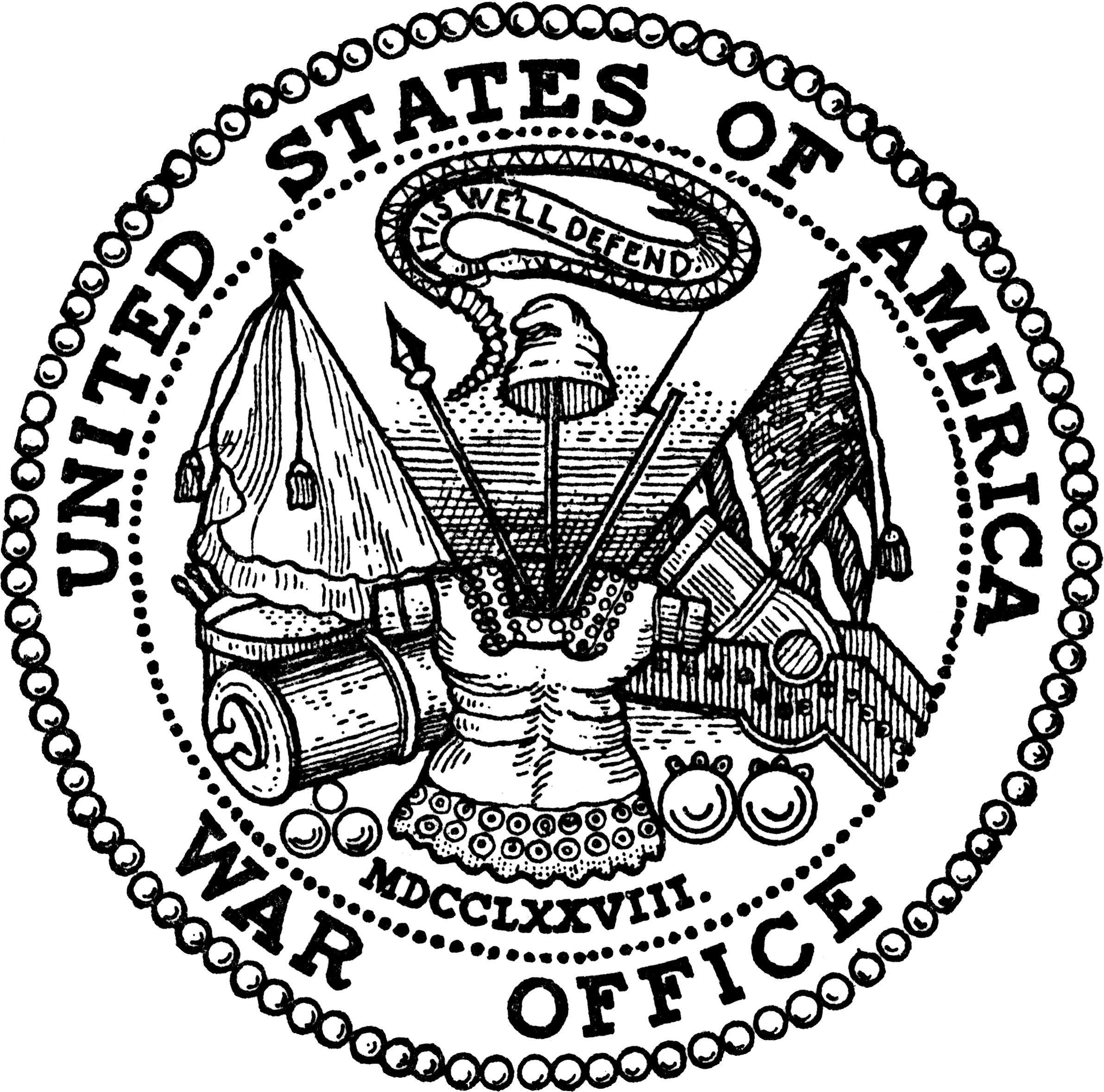
Siegel Kriegsministerium der Vereinigten Staaten (1789–1947)
Wappen des Bundesstaates Santa Catarina (Brasilien)

## Verwendung des Begriffs in der Medizin
In der Medizin wird der Begriff phrygische Mütze für eine angeborene Formvariante der Gallenblase verwendet, die in der Röntgenkontrast- oder Ultraschalluntersuchung eine geknickte Form aufweist. Differenzialdiagnostisch muss sie von einer Septierung der Gallenblase unterschieden werden.